# Ministre des Relations extérieures (Canada)
Le ministre des Relations extérieures (anglais : Minister for External Relations) est un ancien poste ministériel ayant existé de 1983 à 1993. Ce ministre était responsable d'assister le secrétaire d'État aux Affaires extérieures dans la gestion des relations internationales du Canada au sein du gouvernement fédéral.
Le poste est créé en 1983, en même temps que le poste de ministre du Commerce extérieur. Il remplace un poste de ministre d'État ayant une vocation similaire ayant existé entre 1982 et 1983. Le ministre des Relations extérieures est notamment responsable de l'Agence canadienne de développement international (ACDI).
Le poste est aboli en 1993 lors de la constitution du 25e conseil des ministres dirigé par Kim Campbell et remplacé en janvier 1996 par le poste de ministre de la Coopération internationale.

## Liste des titulaires
| Ministre Parti   | Ministre Parti                           | Début             | Fin               | Cabinet          |
| ---------------- | ---------------------------------------- | ----------------- | ----------------- | ---------------- |
|                  | Jean-Luc Pépin Libéral                   | 7 décembre 1983   | 29 juin 1984      | 22e (P. Trudeau) |
| Pas de titulaire | Pas de titulaire                         | 30 juin 1984      | 16 septembre 1984 | 23e (Turner)     |
|                  | Monique Vézina Progressiste-conservateur | 17 septembre 1984 | 29 juin 1986      | 24e (Mulroney)   |
|                  | Monique Landry Progressiste-conservateur | 30 juin 1986      | 3 janvier 1993    | 24e (Mulroney)   |
|                  | Monique Vézina Progressiste-conservateur | 4 janvier 1993    | 24 juin 1993      | 24e (Mulroney)   |